# مانسفلدر لاند (ناحیه)
مانسفلدر لاند (ناحیه) (به آلمانی: Landkreis Mansfelder Land) یک منطقهٔ مسکونی در آلمان است که در زاکسن-آنهالت واقع شده‌است. مانسفلدر لاند ۱۰۴٬۹۷۰ نفر جمعیت دارد.